# Félix Mariano Paz
Félix Mariano Paz, nome completo Félix Mariano Paz Peña (San Miguel de Tucumán, 26 luglio 1859 – Buenos Aires, 14 aprile 1904), è stato un militare e politico argentino. È stato il primo governatore del Governatorato della Terra del Fuoco, diventato ora provincia della Patagonia argentina con il nome di Provincia di Terra del Fuoco, Antartide e Isole dell'Atlantico del Sud.

## Biografia
Félix Mariano Paz nasce il 26 luglio 1859 a San Miguel de Tucumán, dall'avvocato Manuel Fernando José Paz (1826-1859) e da Donatila Peña. Alla morte del padre, avvenuta a soli 33 anni poco dopo la sua nascita, si stabilisce con la madre nella provincia di Córdoba, dove il nonno materno, Félix de la Peña, è governatore.
Durante l'adolescenza è uno zio paterno, il dottor Benjamín Paz, ad occuparsi della sua educazione. All'età di 17 anni Félix Mariano fa il proprio ingresso nella Marina argentina e partecipa alla Conquista del deserto, campagna militare avviata negli anni Settanta dell'Ottocento per strappare la Patagonia alle popolazioni indigene. 
È poi alfiere di fregata a bordo di numerose imbarcazioni della Marina argentina: il brigantino Coronel Rosales, la ARA Uruguay, la ARA Paraná, la corvetta Cabo de Hornos e il cutter Los Estados. Nel settembre 1883, poi, viene nominato sottoprefetto dell'Isola degli Stati, un'isola argentina nell'Atlantico del Sud a est della Terra del Fuoco. 
Il 25 novembre 1884 viene nominato governatore del Governatorato della Terra del Fuoco. Proprio durante il suo mandato viene costruita la prima casa governativa e viene creata la Polizia Territoriale. Mantiene l'incarico fino al 1890, quando una serie di scontri con il rumeno Julius Popper, una specie di conquistador della Terra del Fuoco, lo costringono alle dimissioni. 
Diventa poi commissario capo della polizia svolgendo nel contempo anche funzioni di attaché a Córdoba. In seguito torna a far parte nuovamente della Marina argentina e viene nominato capitano di fregata. Nel 1897 infine diventa capo del «Battaglione della Fanteria di Marina della Guardia Nazionale» di Rosario. Muore il 14 aprile 1904 a Buenos Aires.